# Sonia Mayra Pérez Tapia
Sonia Mayra Pérez Tapia (Orizaba) es una científica y tecnóloga mexicana, especialista en la innovación, desarrollo, evaluación y regulación de biológicos y biotecnológicos para uso humano.

## Formación
Nació en la ciudad de Orizaba, Veracruz, a los seis años se mudó a la ciudad de Lerdo en  donde llevó a cabo sus estudios de primaria y secundaria. Migra al puerto de Veracruz para llevar a cabo sus estudios de preparatoria y finalmente llega a Ciudad de México para realizar sus estudios profesionales. 
Es Química Farmacéutica Bióloga por la Facultad de Química de la Universidad Nacional Autónoma de México, con Maestría y Doctorado en Ciencias en Inmunología por la Escuela Nacionla de Ciencias Biológicas del Instituto Politécnico Nacional, es encargada de dirigir la Unidad de Desarrollo e Investigación en Bioterapéuticos, la cual es el centro medular de la investigación e innovación tecnológica de la Unidad de Desarrollo e Investigación en Bioterapéuticos. Es Profesora-investigadora titular en el Departamento de Inmunología de la Escuela Nacional de Ciencias Biológicas del Instituto Politécnico Nacional y profesor de Inmunología de la Facultad de Química de la UNAM. Pérez-Tapia es una tecnóloga innovadora, es educadora y representante de la nueva generación de científicos emprendedores de México.

## Trayectoria
Ha publicado su trabajo en revistas internacionales y ha dirigido  tesis de nivel licenciatura, maestría y doctorado, además de contar con una patente otorgada y explotada en territorio nacional y patentes otorgadas en USA, la Comunidad Europea, Perú, Colombia y Canadá (en total 39 países); así como 4 patentes en trámite.Actualmente participa como Miembro Experto del Comité de Productos Biotecnológicos de la Farmacopea de los Estados Unidos Mexicanos (FEUM) así como también forma parte del Consorcio de Científicos Innovadores en Vacunas lidereado por la cancillería mexicana. Responsable técnico de diversos proyectos apoyados por CONACyT, entre ellos del Laboratorio Nacional de Servicios Especializados de Investigación, Desarrollo e Innovación (I+D+i) para Farmoquímicos y Biotecnológicos, LANSEIDI-FarBiotec y del PRONAII: Establecimiento de plataformas biotecnológicas para la innovación y desarrollo de terapias contra el microambiente tumoral en leucemia.

## Reconocimientos
Ha sido distinguida por la revista FORBES en los años 2020 y 2021 como una de las 100 mujeres más influyentes en el país. Una de las metas que se ha fijado la investigadora es promover el emprendimiento científico en México por el potencial que tiene.

Pérez Tapia cree que el impulso de las mujeres en la ciencia debe iniciar desde la infancia, para borrar estereotipos que limitan la participación de las profesionales en el campo científico:
Todos los padres tenemos la responsabilidad de impulsar el amor al conocimiento y de hacer prenguntas, así como motivar a las mujeres en un mundo revolucionario en cuanto a los temas de género. A nuestro país todavía le queda muchísimo por caminar.
Es integrante del Sistema Nacional de Investigadores nivel II y EDI nivel 9.